# Grupo Abril
Die Grupo Abril ist ein brasilianisches Medienunternehmen und wurde von Victor Civita im Jahr 1950 in São Paulo unter dem Namen Editora Abril gestartet und ist heute das größte Verlagshaus in Südamerika. Der Konzern wird heute von seinem Sohn Roberto Civita geführt, Chef des Vorstandes und gleichzeitig seit 1968 Redaktionsdirektor. Flaggschiffpublikation ist das Nachrichtenmagazin Veja. Die Frauenzeitschriften sind marktbeherrschend. Zu den weiteren Publikationen gehören die renommierte Fußballzeitschrift Placar sowie die brasilianischen Ausgaben von internationalen Titeln wie Playboy und Cosmopolitan.

## Geschichte
Begonnen hatte alles in der Millionenstadt Sao Paulo, als der Italo-Amerikaner Victor Civita mit nicht mehr als einem halben Dutzend Mitarbeitern die erste Publikation „Pato Donald“ (Donald Duck) herausbrachte. Civita nannte seine Firma „Abril“ (deutsch: April), weil in Europa in diesem Monat der Frühling beginnt. Das Logo war ein grüner Baum, Symbol des Wachsens, Zellkern des Lebens und ein Zeichen für Fruchtbarkeit, Hoffnung und Optimismus. Schnell kamen Publikationen für Jugendliche dazu, wie z. B. Mickey Maus, Tio Patinhas, Luluzinha, Zé Carioca, Superman, Turma da Mônica, Menino und Maluquinho Recreio.

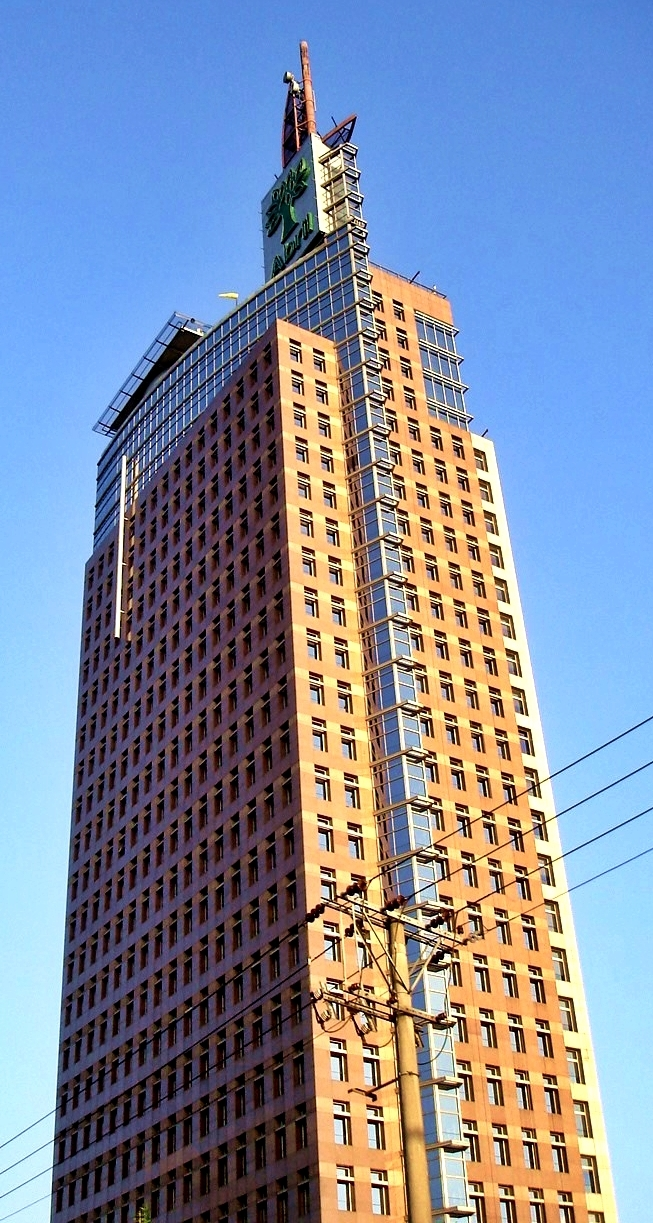
Konzernzentrale der Grupo Abril in São Paulo

Inzwischen hat sich das Unternehmen Abril zu einem der größten und einflussreichsten Kommunikationsunternehmen in Lateinamerika entwickelt. Über 7400 Mitarbeiter arbeiten heute im Konzern. Im Mai 2006 erwarb der südafrikanische Medienkonzern Naspers eine 30%ige Beteiligung an Editora Abril. Kern und Ursprung der Unternehmensgruppe ist das Druck- und Verlagshaus Editora Abril. 2010 hat das Unternehmen 370 Titel veröffentlicht mit einer Gesamtauflage von 194,3 Mio. Exemplaren. Editora Abril erreicht fast 30 Millionen Leser, davon 4,4 Millionen Abonnenten. Sieben von zehn Magazinen in Brasilien kommen aus den Druckpressen der Gruppe Abril, darunter auch das „Flaggschiff“ des Konzerns, das Magazin Veja, drittgrößtes wöchentliches Nachrichtenmagazin der Welt und größtes außerhalb der Vereinigten Staaten. Als Wochenmagazin bietet die Printausgabe von Veja aktuelle Informationen über Entwicklungen in Lateinamerika und rund um den Globus in den Bereichen Politik, Wirtschaft und Kultur, während die Internetseite veja.com 2,2 Millionen Einzelbesucher und 22,1 Millionen Seitenaufrufe pro Monat (2010) verzeichnet.
Abril unterhielt in den 90er Jahren mehrere Partnerschaften auf dem aufstrebenden brasilianischen Pay-TV-Markt, darunter lokale Franchises amerikanischer Sender wie Disney Channel, MTV und ESPN. Das Unternehmen startete auch einen Kabelfernsehdienst namens TVA (Televisão Abril), der 1999 neben Grupo Globo als einer der beiden größten Kabelanbieter Brasiliens galt.
Mit Ausnahme von MTV und TVA wurden alle Unternehmen Anfang der 2000er Jahre verkauft. 2007 wurden die Sender Fiz TV und Ideal ins Leben gerufen, um auf den Pay-TV-Markt zurückzukehren. Das Projekt scheiterte jedoch und wurde 2009 eingestellt. Später im Jahr 2012 wurde TVA vollständig an Telefónica verkauft, das am 15. April 2012 seinen Namen in Vivo TV änderte. Dazu gehörten auch Telefônica TV Digital und Ajacto, das den Dienst von Telefónica Brasil übernahm, und Abril stellt MTVr im September 2012 ein. Im folgenden Jahr kehrte die Marke MTV zu Viacom zurück und Ende 2013 wurde ihr Sendenetz an Grupo Spring verkauft, den Herausgeber der brasilianischen Ausgabe des Rolling Stone.
Grupo Abril ist außerdem Eigentümer von Fernando Chinaglia, dem größten Verlagsvertrieb für Veröffentlichungen in Lateinamerika (Übernahme 2007).
Auch bei Schulbüchern ist Abril Marktführer in Brasilien. Rund 38 Mio. davon wurden 2010 gedruckt.

## Unternehmens-Organisation

### Medien

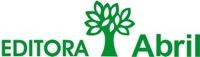
Logo von Editora Abril

Das Subunternehmen Abril Mídia gruppiert folgende Aktivitäten:
- MTV Brasil, 100-%-Tochter der Abril Gruppe, Die Übertragung endete am 30. September 2013 mit der Rückgabe an Viacom
- Editora Abril, Herausgeber von veröffentlichten und ausgestrahlten Publikationen
- TVA, Pay-TV-Kanal zusammen mit Telefónica, 2012 wurde es in Vivo TV umbenannt
- Abril Mídia Digital, Internetaktivitäten
- Alphabase, Interaktives Marketing
- Ideal TV (verkauft an die Spring)

### Publikationen

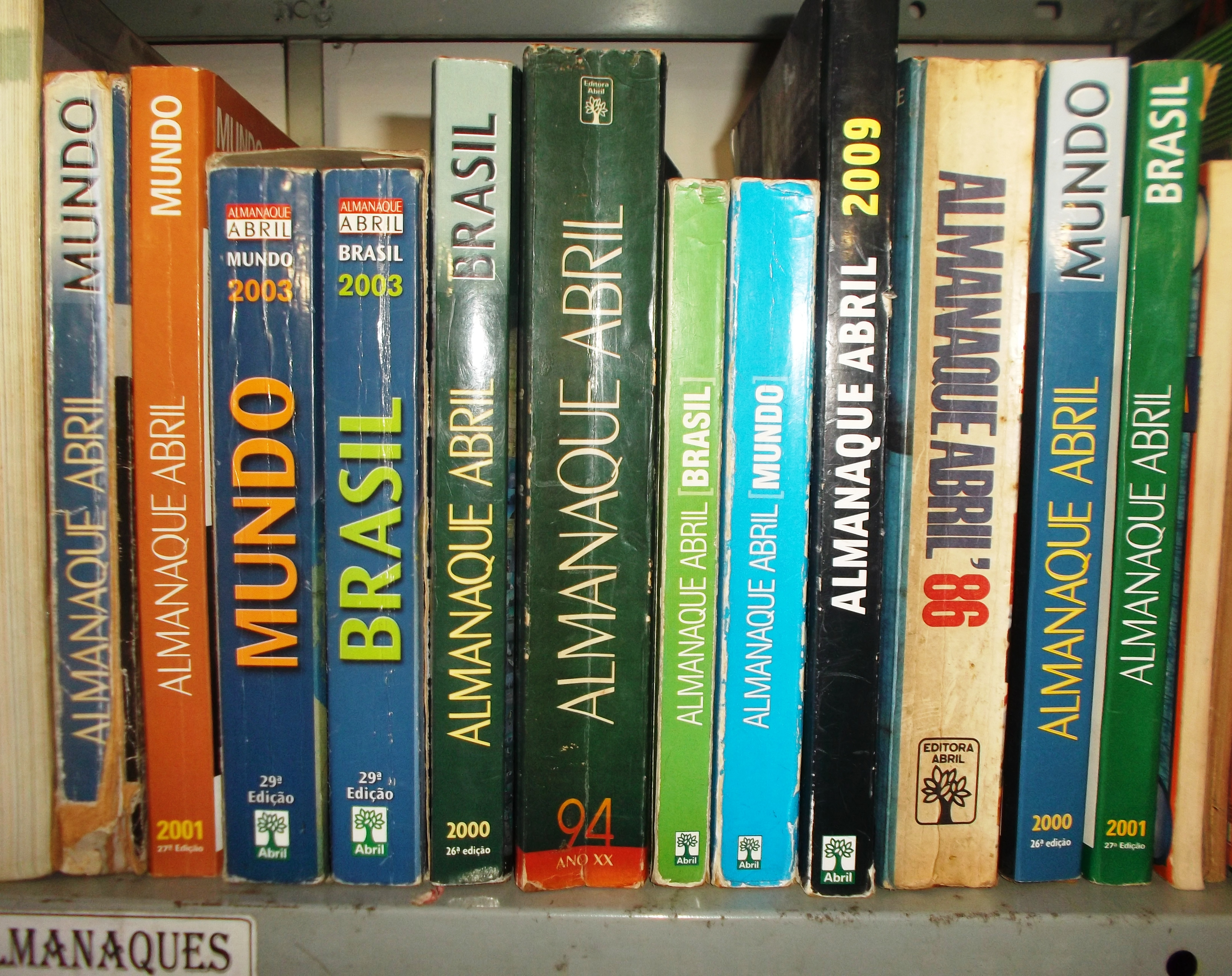
Ausgaben des Almanaque Abril in einer öffentlichen Bibliothek

- Abril Coleções
- Ação Games
- Almanaque Abril
- Ana Maria
- Arquitetura & Construção
- Aventuras na História
- Boa Forma
- Bons Fluidos
- Bravo!
- Capricho
- Casa Claudia
- Claudia
- Contigo!
- Elle
- Estilo
- Exame, Exame PME
- Gloss
- Guia do Estudante
- Guia Quatro Rodas
- Info
- Lola
- Loveteen
- Manequim
- Máxima
- Men’s Health
- Minha Casa, Minha Novela
- Mundo Estranho
- National Geographic
- Nova, Nova Escola
- Placar
- Playboy
- Quatro Rodas
- Revista A
- Runner’s World
- Saúde! É vital
- Sou + Eu
- Superinteressante
- Tititi
- Veja
- Viagem e Turismo
- Vida Simples
- Vip
- Viva! Mais
- Você RH, Você S/A
- Women’s Health

### Bildung
Abril Educação ist die Abteilung für Publikationen im Bildungsbereich:
- Editora Ática
- Editora Scipione
- Anglo, ein Organ für Englisch-Unterricht

### Andere Aktivitäten
- DGB ist die Holdinggesellschaft für Vertrieb und Logistik der Abril Gruppe, insgesamt vier Unternehmen zusammen:
  - Dinap, Vertrieb von Pressetiteln
  - FC Comercial, Vertriebsgesellschaft
  - Magazine Express, Vertriebsgesellschaft für internationale Pressetitel
  - Treelog, Presse-Logistik
- Gráfica Abril, Druckerei
- Rede Elemidia, Werbeorgan und Anbieter von digitalen Medien